# Brasiliens flag
Republikken Brasiliens flag er grønt med en stor gul rombe i midten. I romben er der en blå cirkel med hvide stjerner i fem forskellige størrelser samt et hvidt bånd, der løber gennem cirklen med blå streger. I båndet står republikkens motto, Ordem e Progresso ("Orden og fremgang").
Hver af de 27 stjerner i den blå cirkel repræsenterer en delstat samt det føderale distrikt. Den sidste stjerne repræsenterer også de brasilianske besiddelser. Antallet af stjerner forøges (i princippet – ikke helt i praksis), når der oprettes nye stater (på samme måde som i USA's flag), hvorfor antallet er steget fra 21 til 27 stjerner ved republikkens grundlæggelse.
Det moderne flag blev officielt taget i brug den 19. november 1889. Udkastet blev lavet af Raimundo Teixeira Mendes med deltagelse af Miguel Lemos og Manuel Pereira Reis. Designet blev udført af Décio Vilares. Det nuværende flag er kun ændret ganske lidt i forhold til udgaven fra 19. november 1889.
Et tidligere flag designet af Republikanerne var inspireret af USA's flag. Dette flag har næsten ikke været i brug, bortset fra 15. november til 19. november 1889, men det blev grundlaget for delstaten Goiás' flag.

## Stjernerne i flaget
Stjerner og stjernebilleder i det brasilianske flag.
| STAT                | STJERNE                            | STJERNEBILLEDE                       | STØRRELSE |
| Amazonas            | Alpha Canis Minoris (Procyon)      | Canis Minor, Lille Hund              | 1         |
| Mato Grosso         | Alpha Canis Majoris (Sirius)       | Canis Major, Store Hund              | 1         |
| Amapá               | Beta Canis Majoris (Mirzam)        | Canis Major, Store Hund              | 3         |
| Rondônia            | Gamma Canis Majoris (Muliphen)     | Canis Major, Store Hund              |           |
| Roraima             | Delta Canis Majoris (Wezen)        | Canis Major, Store Hund              | 2         |
| Tocantins           | Epsilon Canis Majoris (Adhara)     | Canis Major, Store Hund              | 2         |
| Pará                | Alpha Virginis (Spica)             | Virgo, Jomfruen                      | 1         |
| Piauí               | Alpha Scorpii (Antares)            | Scorpius, Skorpionen                 | 1         |
| Maranhão            | Beta Scorpii (Graffias)            | Scorpius, Skorpionen                 | 3         |
| Ceará               | Epsilon Scorpii                    | Scorpius, Skorpionen                 | 2         |
| Alagoas             | Theta Scorpii (Sargas)             | Scorpius, Skorpionen                 | 2         |
| Sergipe             | Iota Scorpii                       | Scorpius, Skorpionen                 | 3         |
| Paraíba             | Kappa Scorpii                      | Scorpius, Skorpionen                 | 3         |
| Rio Grande do Norte | Lambda Scorpii (Shaula)            | Scorpius, Skorpionen                 | 2         |
| Pernambuco          | Mu Scorpii                         | Scorpius, Skorpionen                 | 3         |
| Mato Grosso do Sul  | Alpha Hydrae (Alphard)             | Hydra, Søslangen                     | 2         |
| Acre                | Gamma Hydrae                       | Hydra, Søslangen                     | 3         |
| São Paulo           | Alpha Crucis (Acrux)               | Crux, Sydkorset                      | 1         |
| Rio de Janeiro      | Beta Crucis (Becrux)               | Crux, Sydkorset                      | 2         |
| Bahia               | Gamma Crucis (Gacrux)              | Crux, Sydkorset                      | 2         |
| Minas Gerais        | Delta Crucis                       | Crux, Sydkorset                      | 3         |
| Espírito Santo      | Epsilon Crucis                     | Crux, Sydkorset                      | 4         |
| Rio Grande do Sul   | Alpha Trianguli Australe           | Triangulum Australe, Sydlige Trekant | 2         |
| Santa Catarina      | Beta Trianguli Australe            | Triangulum Australe, Sydlige Trekant |           |
| Paraná              | Gamma Trianguli Australe           | Triangulum Australe, Sydlige Trekant | 3         |
| Goiás               | Alpha Carinae (Canopus)            | Carina, Kølen                        |           |
| FØDERALT DISTRIKT   | STJERNE                            | STJERNEBILLEDE                       | STØRRELSE |
| Distrito Federal    | Sigma Octantis (Polaris Australis) | Octans, Oktanten                     | 5         |